# Sven Gustaf Stenborg
Sven Gustaf Stenborg, född 4 juni 1789 i Ekeby församling, Östergötlands län, död 12 maj 1864 i Å församling, Östergötlands län, var en svensk präst.

## Biografi
Sven Gustaf Stenborg föddes 1789 i Ekeby församling. Han var son till bonden Sven Pehrsson och Anna Svensdotter i Åsbo. Stenborg blev höstterminen 1813 student vid Uppsala universitet och prästvigdes 4 december 1814. Han avlade pastoralexamen 5 juni 1828 och blev 9 maj 1829 komminister i Lofta församling, tillträdde 1831. Stenborg blev 14 augusti 1828 kyrkoherde i Å församling, tillträdde 1844. Han avled 1864 i Å församling.

### Familj
Stenborg gifte sig 18 juni 1835 med Anna Sophia Wernmark (1813–1887). Hon var dotter till befallningsmannen Peter Wernmark och Cajsa Greta Bäckmark på Kvistrum i Gärdserums socken. De fick tillsammans barnen bokhållaren Carl August Theodor Stenborg (1836–1887) och Anna Charlotta Stenborg (1840–1891).